# Ázsiai országok népesség szerinti listája

## Lista
Kiegészítés: A függő területet és a nemzetközileg el nem ismert de facto országokat dőlt betűvel jelezzük. A függő területek neve mögött mindig megtalálható az anyaország is, illetve, hogy azzal milyen típusú függésben áll.
| #  | Ország (vagy régió, függő terület)                                        | Népesség      | Dátum              | % a világ népességéből | Forrás                                                                                   |
| -- | ------------------------------------------------------------------------- | ------------- | ------------------ | ---------------------- | ---------------------------------------------------------------------------------------- |
| 1  | Kína                                                                      | 1 411 750 000 | 2022. december 31. | 17,6%                  | Hivatalos becslés                                                                        |
| 2  | India                                                                     | 1 388 163 000 | 2023. március 1.   | 17,3%                  | Hivatalos becslés                                                                        |
| 3  | Indonézia                                                                 | 275 773 800   | 2022. július 1.    | 3,44%                  | Hivatalos becslés                                                                        |
| 4  | Pakisztán                                                                 | 235 825 000   | 2022. július 1.    | 2,94%                  | ENSZ (becslés)                                                                           |
| 5  | Banglades                                                                 | 169 828 900   | 2022. június 15.   | 2,12%                  | 2022-es népszámlálási adat                                                               |
| 6  | Oroszország                                                               | 146 424 730   | 2023. január 1.    | 1,82%                  | Hivatalos becslés                                                                        |
| 7  | Japán                                                                     | 124 490 000   | 2023. március 1.   | 1,55%                  | Japán Statisztikai Hivatala (havi becslés)                                               |
| 8  | Fülöp-szigetek                                                            | 110 560 240   | 2023. április 6.   | 1,38%                  | Hivatalos népességmérő óra                                                               |
| 9  | Vietnám                                                                   | 102 789 600   | 2022. július 1.    | 1,24%                  | Hivatalos becslés                                                                        |
| 10 | Irán                                                                      | 86 329 355    | 2023. április 6.   | 1,08%                  | Hivatalos népességmérő óra                                                               |
| 11 | Törökország                                                               | 85 279 553    | 2022. december 31. | 1,06%                  | Hivatalos becslés                                                                        |
| 12 | Thaiföld                                                                  | 66 914 467    | 2023. április 6.   | 0,834%                 | Hivatalos népességmérő óra Archiválva 2016. január 31-i dátummal a Wayback Machine-ben   |
| 13 | Mianmar                                                                   | 55 294 980    | 2021. július 1.    | 0,689%                 | Hivatalos becslés                                                                        |
| 14 | Dél-Korea                                                                 | 51 439 100    | 2022. december 31. | 0,641%                 | Hivatalos becslés                                                                        |
| 15 | Irak                                                                      | 41 190 700    | 2021. július 1.    | 0,513%                 | Hivatalos becslés                                                                        |
| 16 | Afganisztán                                                               | 40 218 230    | 2021. július 1.    | 0,509%                 | (becslés) Archiválva 2016. július 9-i dátummal a Wayback Machine-ben                     |
| 17 | Üzbegisztán                                                               | 36 146 890    | 2023. április 6.   | 0,450%                 | hivatalos népességmérő óra                                                               |
| 18 | Szaúd-Arábia                                                              | 34 110 820    | 2021. július 1.    | 0,425%                 | Hivatalos becslés                                                                        |
| 19 | Jemen                                                                     | 33 697 000    | 2022. július 1.    | 0,420%                 | ENSZ becslés                                                                             |
| 20 | Malajzia                                                                  | 32 780 600    | 2023. április 6.   | 0,409%                 | hivatalos népességmérő óra Archiválva 2019. november 18-i dátummal a Wayback Machine-ben |
| 21 | Nepál                                                                     | 29 194 580    | 2021. november 25. | 0,363%                 | 2021-es népszámlálási adat                                                               |
| 22 | Észak-Korea                                                               | 25 660 000    | 2021. július 1.    | 0,320%                 | Hivatalos becslés                                                                        |
| 23 | Kínai Köztársaság                                                         | 23 313 550    | 2023. február 1.   | 0,291%                 | Hivatalos becslés                                                                        |
| 24 | Srí Lanka                                                                 | 22 181 000    | 2022. július 1.    | 0,276%                 | Hivatalos becslés                                                                        |
| 25 | Szíria                                                                    | 22 125 000    | 2021. július 1.    | 0,276%                 | ENSZ (becslés)                                                                           |
| 26 | Kazahsztán                                                                | 19 830 364    | 2023. április 6.   | 0,247%                 | hivatalos népességmérő óra Archiválva 2019. március 22-i dátummal a Wayback Machine-ben  |
| 27 | Kambodzsa                                                                 | 17 300 000    | 2021. július 1.    | 0,220%                 | ENSZ (becslés)                                                                           |
| 28 | Jordánia                                                                  | 11 445 072    | 2023. április 6.   | 0,143%                 | hivatalos népességmérő óra                                                               |
| 29 | Azerbajdzsán                                                              | 10 127 145    | 2023. január 1.    | 0,126%                 | Hivatalos havi becslés                                                                   |
| 30 | Izrael                                                                    | 9 702 080     | 2023. április 6.   | 0,121%                 | hivatalos népességmérő óra                                                               |
| 31 | Tádzsikisztán                                                             | 9 506 000     | 2021. január 1.    | 0,118%                 | Hivatalos becslés                                                                        |
| 32 | Egyesült Arab Emírségek                                                   | 9 282 410     | 2020. december 31. | 0,116%                 | Hivatalos becslés                                                                        |
| 33 | Hongkong · (Kína különleges igazgatású területe)                          | 7 403 100     | 2021. december 31. | 0,0923%                | Hivatalos becslés                                                                        |
| 34 | Laosz                                                                     | 7 337 783     | 2021. július 1.    | 0,0914%                | Hivatalos becslés                                                                        |
| 35 | Kirgizisztán                                                              | 7 000 000     | 2022. november 1.  | 0,0872%                | Hivatalos havi becslés                                                                   |
| 36 | Türkmenisztán                                                             | 6 431 000     | 2021. július 1.    | 0,0801%                | ENSZ (becslés)                                                                           |
| 37 | Libanon                                                                   | 5 490 000     | 2021. július 1.    | 0,0684%                | ENSZ (becslés)                                                                           |
| 38 | Palesztina                                                                | 5 483 450     | 2023. január 1.    | 0,0686%                | Hivatalos becslés                                                                        |
| 39 | Szingapúr                                                                 | 5 453 600     | 2021. június 30.   | 0,0680%                | Hivatalos becslés                                                                        |
| 40 | Omán                                                                      | 4 527 446     | 2021. december 31. | 0,0564%                | Hivatalos becslés                                                                        |
| 41 | Grúzia                                                                    | 3 688 647     | 2022. január 1.    | 0,0460%                | Hivatalos becslés                                                                        |
| -  | Tibet                                                                     | 3 648 100     | 2020. december 31. | 0,0460%                | Hivatalos becslés                                                                        |
| 42 | Mongólia                                                                  | 3 490 717     | 2023. április 6.   | 0,0435%                | статистикийн хороо: NSO.MN hivatalos népességmérő óra                                    |
| 43 | Örményország                                                              | 3 000 756     | 2022. március 31.  | 0,0371%                | hivatalos (havi becslés)                                                                 |
| 44 | Katar                                                                     | 2 504 910     | 2021. június 30.   | 0,0318%                | Hivatalos népességszámláló                                                               |
| -  | Karakalpaksztán Autonóm Köztársaság Üzbegisztán autonóm területe          | 1 948 480     | 2022. június 30.   | 0,0264%                | hivatalos (havi becslés)                                                                 |
| 45 | Bahrein                                                                   | 1 501 635     | 2021. március 17.  | 0,0188%                | Final 2010-es népszámlálási adat                                                         |
| 46 | Kelet-Timor                                                               | 1 340 513     | 2021. július 1.    | 0,0165%                | Final 2010-es népszámlálási adat                                                         |
| 46 | Ciprus                                                                    | 1 241 296     | 2021. december 31. | 0,154%                 | Hivatalos becslés                                                                        |
| 47 | Bhután                                                                    | 763 200       | 2022. május 30.    | 0,00954%               | Hivatalos népességmérő óra Archiválva 2016. március 19-i dátummal a Wayback Machine-ben  |
| 48 | Makaó · (Kína különleges igazgatású területe)                             | 683 200       | 2021. december 31. | 0,00854%               | Hivatalos becslés                                                                        |
| -  | Nahicseván Autonóm Köztársaság Azerbajdzsán autonóm, exklávé köztársasága | 461 500       | 2020. január 1.    | 0,00592%               | hivatalos (becslés) Archiválva 2012. február 7-i dátummal a Wayback Machine-ben          |
| 49 | Brunei                                                                    | 430 000       | 2021. július 1.    | 0,00536%               | 2011-es népszámlálási adat                                                               |
| 50 | Maldív-szigetek                                                           | 392 000       | 2022. július 1.    | 0,00482%               | Hivatalos becslés                                                                        |
| -  | Andamán- és Nikobár-szigetek (India szövetségi területe)                  | 380 520       | 2020. január 1.    | 0,00483%               |                                                                                          |
| 51 | Észak-Ciprus                                                              | 382 836       | 2021. december 31. | 0,00479%               | [ halott link ]                                                                          |
| -  | Adzsar Autonóm Köztársaság Grúzia autonóm köztársasága                    | 349 000       | 2019. január 1.    | 0,00459%               | hivatalos (becslés)                                                                      |
| 52 | Abházia                                                                   | 244 926       | 2020. január 1.    | 0,00307%               | 2011-es népszámlálási adat                                                               |
| 53 | Hegyi-Karabah Köztársaság                                                 | 148 900       | 2021. január 1.    | 0,00186%               | [ 35 ]                                                                                   |
| -  | Laksadíva (India szövetségi területe)                                     | 70 365        | 2020. január 1.    | 0,000910%              |                                                                                          |
| 54 | Dél-Oszétia                                                               | 56 520        | 2022. október 15.  | 0,000673%              | Becslés                                                                                  |
| -  | Akrotíri és Dekélia (Brit tengerentúli terület)                           | 18 195        | 2020. július 1.    | 0,000230%              | Becslés                                                                                  |
| -  | Brit Indiai-óceáni Terület · (Brit tengerentúli terület)                  | 2 500         | 2019. január 1.    | 0,000325%              |                                                                                          |